# Einstürzende Neubauten
Einstürzende Neubauten är en tysk avantgardistisk musikgrupp, grundad 1980, ursprungligen i Västberlin. Gruppen består idag av Blixa Bargeld (sång, gitarr, keyboard), Alexander Hacke (basgitarr, gitarr, sång), N.U. Unruh (egentillverkade instrument, slagverk, sång), Jochen Arbeit (gitarr och sång), och Rudi Moser (egentillverkade instrument, slagverk, sång).
Bandet klassificeras ofta som ett industriband men idag är de en svår grupp att placera i en specifik genre. Ett av deras kännetecken är deras bruk av egentillverkade instrument skapade av skrot, verktyg och andra byggmaskiner, tillsammans med konventionella musikinstrument. En röd tråd har varit deras experimenterande med ljud, till en början med noise men senare inom många olika stilar.
Bandnamnet "Einstürzende Neubauten" betyder på svenska "instörtande nybyggen" (eller ungefär "kollapsande nybyggen"), ett namn som i Tyskland mot bakgrund av återuppbyggnaden efter andra världskriget har en mycket speciell och något hotfull klang. Mest troligt tog bandet sitt namn från femte nivån på Richterskalan (se bandets album från 1987, Fünf Auf der Nach Oben Offenen Richterskala").

## Historia

### 1980 (början)
Den 1 april 1980 gjorde Einstürzende Neubauten sitt första framträdande på Moon Club i Berlin. Detta datum anses vara bandets "födelsedag". De som medverkade på bandets första framträdande var Beate Bartel, Gudrun Gut, Blixa Bargeld och N.U. Unruh, som senare skulle spela in musik under Einstürzende Neubautens namn. De två kvinnliga medlemmarna Bartel och Gut lämnade bandet efter en kort period och bildade bandet Mania D.. En ung ljudtekniker och multi-instrumentalist, Alexander von Borsig (alias Alexander Hacke), 15 år vid den tiden, gick med i bandet och kom att bli medlem för en lång tid framöver.

### 1981–1982
År 1981 gick slagverkaren F.M. Einheit (från bandet Abwärts) med i Einstürzende Neubauten och bandet släppte sin första LP Kollaps, som var ett nyskapande musikverk; en mix av grov punk och starka industriella ljud som de skapade genom att använda ovanliga instrument såsom metallskrot, slagborrmaskiner, analoga samplingar och olika elektroniska ljud. Liveframträdandena med F.M. Einheit under 1980-talet inkluderade mycket metallsmällar och destruktion på scenen, vilket kom att bli legendariskt.

### 1983–1984
År 1983 spelade Einstürzende Neubauten in sitt andra album, Zeichnungen des Patienten O. T.. Under inspelningen av detta album gick Mark Chung (före detta basist i Abwärts) med i bandet. Denna banduppställning varade de nästkommande tio åren. Titeln på albumet lånades från en bok av författaren Leo Navratil. Boken beskriver konstnären Oswald Tschirtners (som går under pseudonymen O.T.) målningar. 
1983 var också det år då Blixa Bargeld gick med i bandet The Birthday Party (som även Nick Cave och Mick Harvey var medlemmar i). Efter en kort tid lades The Birthday Party ner och istället bildades Nick Cave and the Bad Seeds. Blixa Bargeld stannade i Nick Cave and the Bad Seeds fram till 2003.

### 1985–1989
Bandets nästa album, Halber Mensch från 1985, är av många sett som bandets utvecklingsgenombrott. Musikens struktur blev tydligare med Bargelds texter och sång, främst i hans skiftning från att skrika ut ord och fraser till organiserade, poetiska melodier.
Entimmesfilmen Halber Mensch från 1986 av Sogo Ishii dokumenterar Einstürzende Neubautens besök i Japan, 1985.
De två nästkommande albumen, Fünf auf der nach oben offenen Richterskala från 1987 och Haus der Lüge, blev succéer i både USA och Japan.

### 1990–1995
År 1990 testade bandet något nytt när de spelade in musik till Heiner Müllers pjäs Die Hamletmaschine. Bandets image förändrades och Blixa Bargeld, som förut hade klätt sig i punk- och gothinspirerade scenkläder, framträdde nu på konserter iklädd kostym. 
År 1992 framträdde bandet på Wiens Bildkonstakademis 300-årsjubileum i en show av Erich Wonder, Das Auge des Taifun.
Nästa album, Tabula Rasa från 1993, var en viktig vändpunkt i bandets historia då musiken blev mildare och innehöll mer elektroniska ljud.
Mark Chung lämnade bandet efter att han spelat in Faustmusik 1994 och gjorde karriär inom musikindustrin. F.M. Einheit, som stod för en stor del av bandets sound, lämnade bandet kort därefter, i slutet av inspelningen av Ende Neu, delvis på grund av en konflikt med Blixa Bargeld. Den sista låten med Einstürzende Neubauten som F.M. Einheit var delaktig i var "Was ist ist". Efter att Einheit hade lämnade bandet fortsatte han med sitt arbete inom musik och teater och samarbetade med olika artister såsom Andreas Ammer, Gry och Pan Sonic.

### 1996–1999
Kort tid därefter släppte bandet albumet Ende Neu (1996). En sång på det albumet, Stella Maris, är en duett med Blixa Bargeld och Alexander Hackes maka Meret Becker och blev en ganska känd låt. En världsturné följde därefter. Under den här tiden gick Jochen Arbeit och Rudi Moser (från Die Haut) permanent med i bandet.
År 1997 släpptes albumt Ende Neu Remixes, som innehåller remixar från låtarna på albumet, av bland andra Barry Adamson och Pan Sonic

### 2000–2001

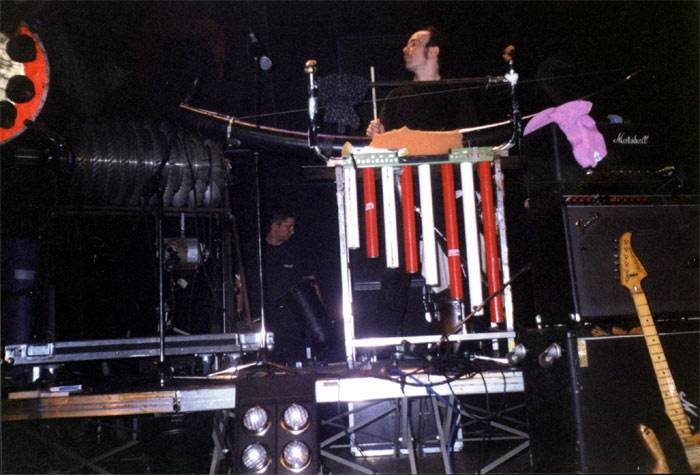
Einstürzende Neubauten live i Karlsruhe, år 2000.

Den 1 april 2000, firade Einstürzende Neubauten sitt 20:e år som band med en "20års-jubileum-konsert" i Columbiahalle, Berlin, och albumet Silence is sexy släpptes, följt av en världsturné.
Sedan 2001 har Einstürzende Neubautens album och webbprojekt delvis producerats och stöttats av Blixa Bargelds fru, Erin Zhu, som även är webmaster på Einstürzende Neubautens officiella webbplats.

### 2002–2007
2002 stod bandet helt utan skivbolag och bestämde sig för att själva sälja det kommande albumet via sin officiella webbplats. Över 2000 fans bidrog med 35 euro var för att vara delaktiga i projektet. 
2003 lämnade Bargeld Nick Cave and the Bad Seeds och bandet påbörjade ett samarbete med Mute Records för att kunna turnera och släppa albumet Perpetuum Mobile i 2004. Varje spelning på turnén spelades in och såldes direkt efter konserten till åskådarna.
Sedan 2004 har Einstürzende Neubauten fortsatt att släppa sin musik direkt till fansen som ingår i webbprojektet.

### 2008
En vårturné genomfördes i Europa. Den 26 april besökte de Trädgårn i Göteborg och 27 april Berns i Stockholm.
Fokus under denna turné låg på skivan Alles Wieder Offen som släpptes 2007 och deras övriga skivor från 2000-talet.
Detta för att Einstürzende Neubauten har många stora egenbyggda instrument med sig på turnén och därför måste välja noga innan turnén vilka låter de vill framföra.

## Medlemmar

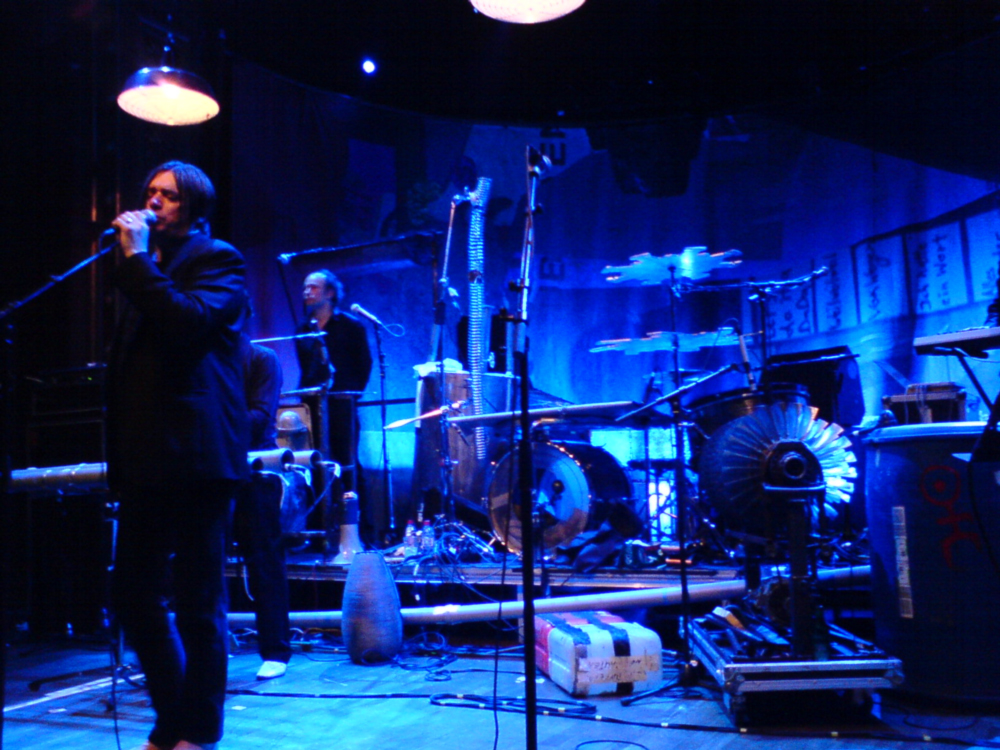
Einstürzende Neubauten live 27 april 2008 på Berns i Stockholm.

### Nuvarande medlemmar
- Blixa Bargeld (Christian Emmerich) (originalmedlem)
- Alexander Hacke (Alexander von Borsig)
- N.U. Unruh (Andrew Chudy) (originalmedlem)
- Jochen Arbeit
- Rudi Moser

### Andra personer
- Boris Wilsdorf – ljudtekniker
- Ash Wednesday (med på turnéer sedan 1990-talet)
- Erin Zhu – verkställande producent, webbmaster för neubauten.org.

### Tidigare medlemmar
- Beate Bartel (originalmedlem, lämnade bandet under tidigt 1980-tal).
- Gudrun Gut (originalmedlem, lämnade bandet under tidigt 1980-tal).
- F.M. Einheit (Frank Martin Strauß) (slagverk, medlem från tidigt 1980-tal till mitten av 1990-talet).
- Mark Chung (basgitarr, medlem från tidigt 1980-tal till mitten av 1990-talet)
- Roland Wolf - ersatte Mark Chung på bas 1995, dog i en trafikolycka kort därefter.

## Diskografi

### Album
Om inget annat anges, är det cd i jewelcase som gäller
- 1981 – Kollaps LP, Zickzack
- 1983 – Zeichnungen des Patienten O. T. LP, Some Bizarre

       1983 – Zeichnungen des Patienten O. T. LP, Rough Trade Germany

       1983 – Zeichnungen des Patienten O. T. LP, Disques Vogue

       1983 – Zeichnungen des Patienten O. T., Some Bizarre
- 1985 – Halber Mensch LP, Some Bizarre

       1985 – Halber Mensch LP, What So Funny About...

       1985 – Halber Mensch LP, Boudisque

       1985 – Halber Mensch LP, Some Bizarre
- 1987 – Fünf Auf der Nach Oben Offenen Richterskala LP, Torso

       1987 – Fünf Auf der Nach Oben Offenen Richterskala LP, What So Funny About...

       1987 – Fünf Auf der Nach Oben Offenen Richterskala, Some Bizarre

       1987 – Fünf Auf der Nach Oben Offenen Richterskala, What So Funny About...

       1987 – Fünf Auf der Nach Oben Offenen Richterskala LP, Some Bizarre

       1987 – Fünf Auf der Nach Oben Offenen Richterskala LP, Relativity
- 1989 – Haus der Lüge LP, Rough Trade Germany

       1989 – Haus der Lüge, Some Bizarre

       1989 – Haus der Lüge, Rough Trade US

       1989 – Haus der Lüge LP, Some Bizarre

       1989 – Haus der Lüge, Dancetéria

       1989 – Haus der Lüge LP, Dancetéria

       1989 – Haus der Lüge, Rough Trade Germany
- 1993 – Tabula Rasa, Elektra Records

       1993 – Tabula Rasa Digipack, Our Choice

       1993 – Tabula Rasa LP, Mute Records Ltd.

       1993 – Tabula Rasa Digipack, Mute Records Ltd.
- 1996 – Ende Neu, Mute Records Ltd.

       1996 – Ende Neu LP, Mute Records Ltd.

       1996 – Ende Neu, Nothing Records

       1996 – Ende Neu, Mute Records Ltd.

       1996 – Ende Neu, Our Choice
- 2000 – Silence is Sexy 2xCD, Digipack, Ltd, Zomba Records

       2000 – Silence is Sexy 2xCD, Mute Records Ltd.

       2000 – Silence is Sexy 2xLP, Zomba Records

       2000 – Silence is Sexy 2xCD, Mute Corporation US

       2000 – Silence is Sexy Digipack, Zomba Records
- 2003 – ’’Supporter Album #1
- 2004 – Perpetuum Mobile Digipack, Mute Records Ltd.

       2004 – Perpetuum Mobile Enh.+DVD-A, Ltd., Mute Records Ltd.

       2004 – Perpetuum Mobile 2xLP, Mute Records Ltd.

       2004 – Perpetuum Mobile MP3-fil, Mute Records Ltd. 

       2004 – Perpetuum Mobile Promo,  Mute Records Ltd.

       2004 – Perpetuum Mobile Digipack, Mute Corporation US
- 2005 – Grundstück
- 2005 – Anarchitektur"
- 2005 – Unglaublicher Lärm
- 2007 – Alles Wieder Offen Potomak.
- 2008 – Jewels Potomak.
- 2014 – Lament
- 2020 – Alles in Allem
- 2024 – Rampen: apm (alien pop music)

### Andra album
Dessa är samlingsalbum, livealbum, begränsade utgåvor, soundtracks och andra fullängdsalbum
- 1980 – Stahlmusik (1980)
- 1982 – Stahldubversions (1982)
- 1982 – 1981/1982 Livematerial alias Liveaufnahmen 07/81 bis 02/82  (1982)
- 1984 – Strategies Against Architecture 80-83 (Strategien gegen Architekturen 80-83) (1984)
- 1984 – 2X4 (1984) (live-album)
- 1991 – Die Hamletmaschine (1991) (musik komponerad till en radioteaterinspelning)
- 1991 – Strategies Against Architecture II (1991) (dubbelskiva)
- 1994 – Faustmusik (1994) (musik för en radiospelning av Werner Schwabs 'Faust')
- 1997 – Ende Neu Remixes (1997)
- 2001 – Berlin Babylon (2001)
- 2001 – Strategies Against Architecture III (2001) (dubbelskiva)
- 2001 – 09-15-2000, Brussels (2001) (dubbelskiva, live)
- 2003 – Gemini (2003) (endast nerladdning, dubbelskiva, live)
- 2003 – Supporter Album #1 (2003) (begränsad utgåva för anhängarna till fas 1)
- 2004 – Kalte Sterne -early recordings- (2004) (ny utgåva av de tidiga singlarna)
- 2005 – Supporter Album #2 (Grundstueck) (2005) (begränsad utgåva för anhängarna till fas 2)
- 2005 – musterhaus:Anarchitektur (2005) (endast prenumeration, och på turné)
- 2005 – musterhaus:Unglaublicher Lärm (2005) (endast prenumeration)
- 2005 – musterhaus:Solo Bassfeder (2005) (endast prenumeration)
- 2006 – musterhaus:Redux Orchestra vs. Einstürzende Neubauten (2006) (endast prenumeration)
- 2006 – musterhaus:Klaviermusik (2006) (endast prenumeration)
- 2006 – musterhaus:Stimmen Reste (2006) (endast prenumeration)
- 2010 – Strategies Against Architecture IV (2010) (dubbelskiva)

### Singlar
- 1980 – "Für den Untergang" 7”, Monogram
- 1981 – "Kalte Sterne" 2x7”, Zickzack
- 1982 – "Thirsty Animal" 12”, Einstürzende Neubauten (White)
- 1985 – "Yü-Gung" 12”, Some Bizarre
- 1985 – "Yü-Gung’" 12”, What’s So Funny About…
- 1989 – "Feurio!"
- 1993 – "Interim"
- 1993 – "Malediction"
- 1996 – "Stella Maris"
- 1999 – "Total Eclipse of the Sun"
- 2007 – "Weil Weil Weil"
- 2008 – "Gine Puzzosky"

### EP
- Thirsty Animal, (Einstürzende Neubauten & Lydia Lunch) (1982)
- Interim (1993) (del av Tabula Rasa triptych)
- Malediction (1993) (del av Tabula Rasa triptych)
- Total Eclipse Of The Sun (1999)
- Airplane Miniatures (2003) (begränsad utgåva för anhängare, endast nerladdning)

### Videor
- Halber Mensch (film) (1985)
- Liebeslieder (1993)
- Stella Maris (1996)
- 20th Anniversary Concert (2000)
- Phase II DVD (2005)
- Palast der Republik DVD (live) (2006)